# Otto Hees

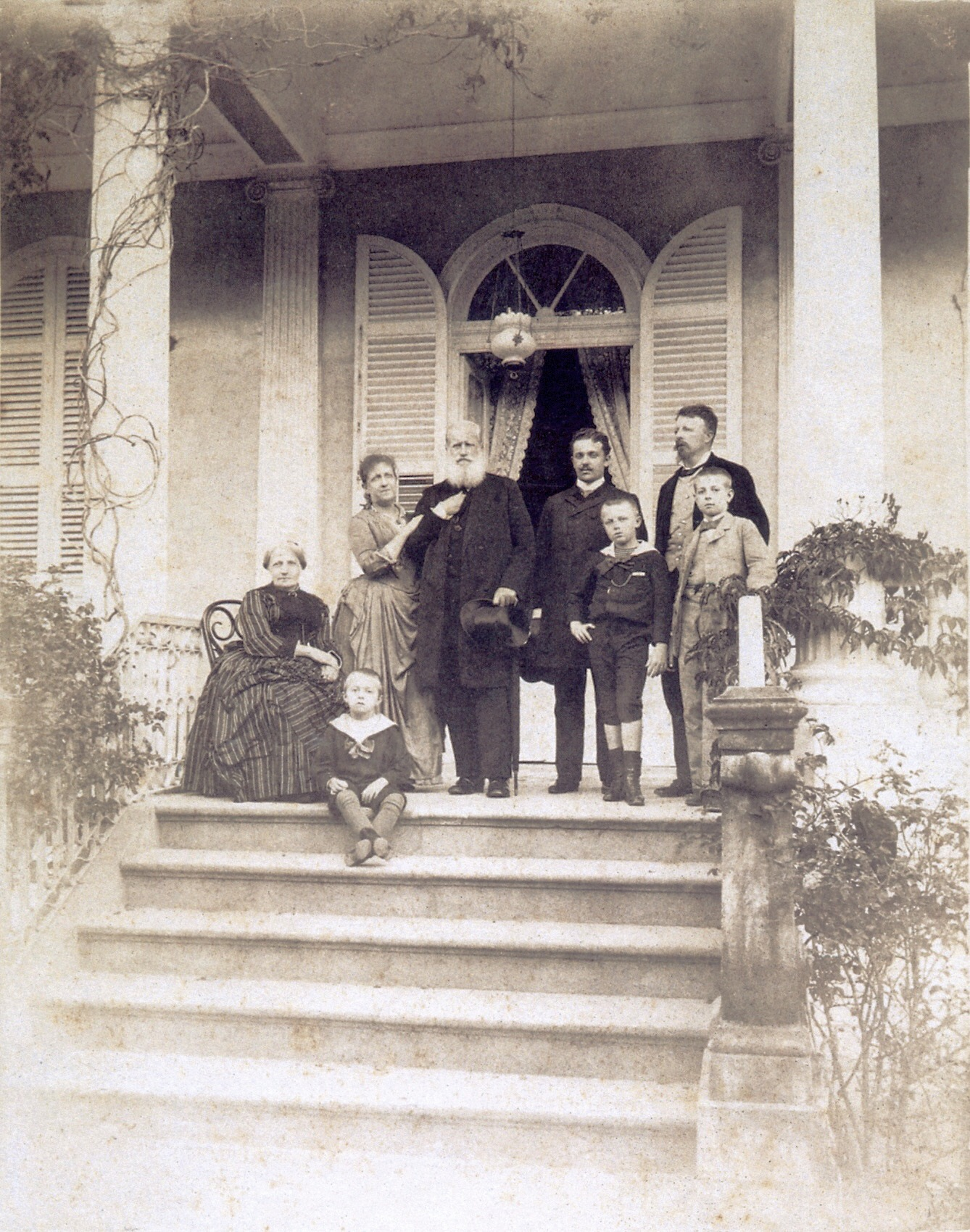
A família imperial brasileira fotografada por Hees em 1889.

Otto Hees Friedrich Wilhelm Karl Hess (Petrópolis, 4 de setembro de 1870 – idem, 1941) foi um fotógrafo brasileiro, funcionário público, militar e político. Era filho do também fotógrafo, o alemão Pedro Hees. Após a morte do seu pai, Otto seguiu seus passo tornando-se um fotógrafo. 
Entre suas obras fotográficas, Otto fotografou a última foto da família imperial antes da deposição e exílio, em Petrópolis, dias antes da Proclamação da República do Brasil e a assinatura do Tratado de Petrópolis, na residência do Barão do Rio Branco.

## Biografia
Otto Hees nasceu em 4 de setembro de 1870 na cidade de Petrópolis, filho de um fotógrafo alemão. Iniciou seus estudos no Colégio Alemão. Ainda criança, aprendeu fotografia com seu pai, que morre quando Otto tinha dez anos. No ano de 1880, inicia a carreira de fotógrafo e nove anos depois abre outro estúdio, em Juiz de Fora.
Em novembro de 1889, faz a última fotografia da família imperial antes da deposição e exílio, uma das suas obras mais famosas. Otto Hees e Numa Hees, um dos seus irmãos, juntam-se mudando o nome da empresa de Otto para Irmãos Hees. No ano de 1892, alista-se no exército, seguindo também a carreira militar. Em 1900, candidata-se, simultaneamente, a vereador geral e a juiz de paz em Petrópolis, sendo eleito a juiz de paz. Possui, então, a patente de tenente. Em 1903, fotografa a assinatura do Tratado de Petrópolis, que incorpora ao Brasil o território correspondente ao Acre. É novamente reeleito juiz de paz. Em 1910, já major, é eleito vereador por Petrópolis. Nas décadas seguintes, afastado comercialmente da fotografia, exerce os cargos de secretário executivo e delegado de policia na sua cidade natal.

## Coleções
O fotógrafo possui obras em acervos importantes como:
- Museu Imperial, Petrópolis[2]
- Biblioteca Nacional, Rio de Janeiro[3]
- Museu Paulista, São Paulo